# Margaret Livingston
Margaret Livingston (Salt Lake City, 25 de novembro de 1895 - Warrington, 13 de dezembro de 1984) foi uma atriz de cinema estadunidense que iniciou sua carreira na era do cinema mudo, alcançando a era sonora e trabalhando em 81 filmes entre 1916 e 1934.Muitas vezes foi creditada como Marguerite Livingston ou Margaret Livingstone.

## Carreira
Livingston nasceu em Salt Lake City, Utah, e sua irmã mais velha, Ivy, também se tornou atriz. Seu primeiro filme foi em 1916, The Chain Invisible, e durante a era muda atuou em torno de 50 filmes, destacando-se o filme de Friedrich Wilhelm Murnau Sunrise: A Song of Two Humans. 
Após o início da era sonora, continuou atuando, destacando-se Smart Money (1931), ao lado de Edward G. Robinson e James Cagney.  Ocasionalmente dublava outras atrizes, como foi o caso de Louise Brooks em The Canary Murder Case (1929). Seu último filme foi Social Register, em 1934, após o que se retirou da vida cinematográfica.

## Vida pessoal e morte
Livingston foi uma das convidadas do iate de William Randolph Hearst, USS Oneida, durante um fim de semana em novembro de 1924, ao lado do diretor cinematográfico Thomas H. Ince. No filme de Peter Bogdanovich The Cat's Meow (2001), Livingston, interpretada por Claudia Harrison, é relatada como tendo um caso com o diretor Ince por ocasião da morte dele, que foi logo após esse passeio de iate.
Em 1931 Livingston casou com o maestro e músico Paul Whiteman,  e retirou-se da vida cinematográfica em 1934. Foi casada com Paul até a morte dele, em 1967, e não tiveram filhos.
Livingston morreu em Warrington, Pennsylvania, e foi sepultada na First Presbyterian Church of Ewing Cemetery.

## Filmografia
- The Chain Invisible (1916)

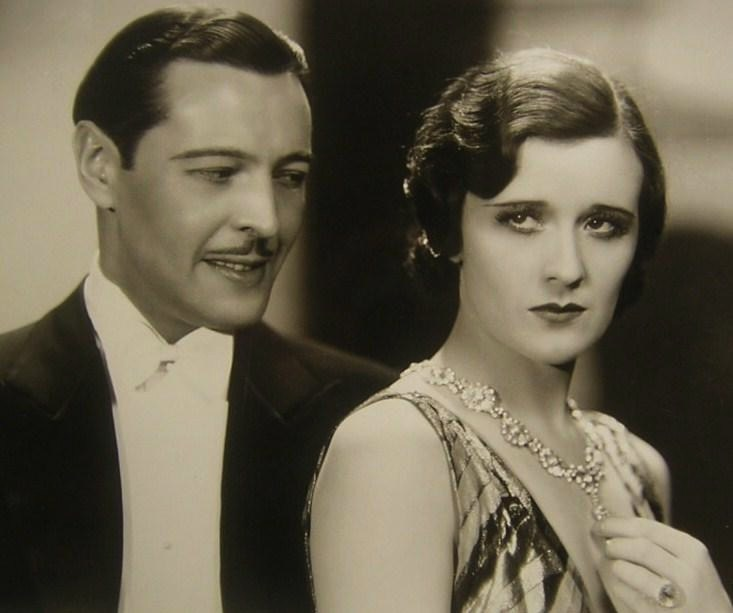
Livingston e Ivan Lebedeff em “The Lady Refuses”

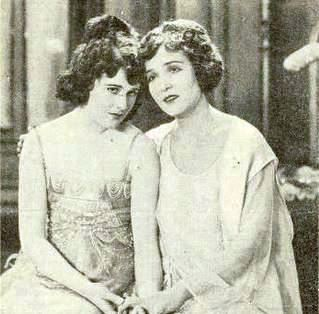
Livingston e Florence Vidor na página 1 de 8 de janeiro de 1921 do “Film Daily”

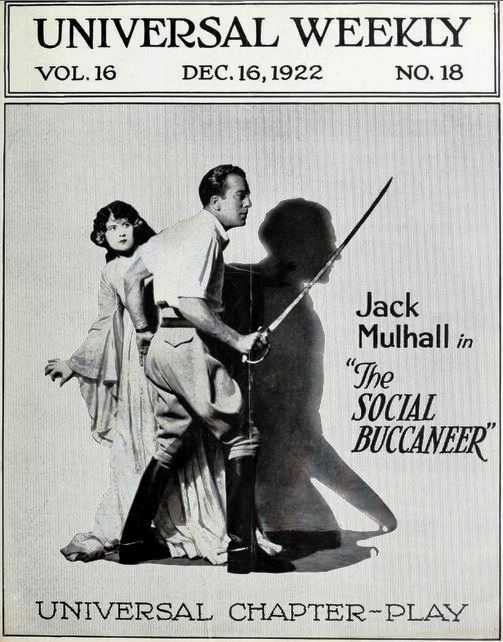
Cena do seriado “The Social Buccaneer”, de 1923, ao lado de Jack Mulhall, na capa de 16 de dezembro de 1922 da Universal Weekly.

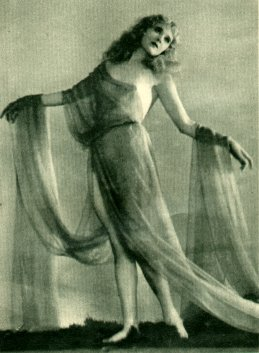
Margaret Livingston na revista Artists & Models (Junho de 1927)

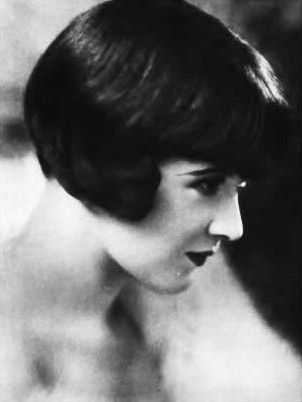
Livingston in Stars of the Photoplay

- Alimony (1917) (creditada Marguerite Livingston) como Florence
- Within the Cup (1918)
- The Busher (1919)
- All Wrong (1919) (Marguerite Livingston) como Ethel Goodwin
- Haunting Shadows (1920) (Marguerite Livingston) como Marian Deveraux
- What's Your Husband Doing? (1920) como Madge Mitchell
- Water, Water Everywhere (1920) como Martha Beecher
- Hairpins (1920) como Effie Wainwright
- The Brute Master (1920) omo a nativa 'Taupou'
- The Parish Priest (1920) como Agnnes Cassidy
- Lying Lips (1921) como Lelia Dodson
- The Home Stretch (1921) como Molly
- Colorado Pluck (1921) como Angela Featherstone
- Passing Through (1921) como Louise Kingston
- Eden and Return (1921) como Connie Demarest
- The Social Buccaneer (1923) como Princess Elise
- Divorce (1923) como Gloria Gayne
- Love's Whirlpool (1924) como “uma arrumadeira”
- Wandering Husbands (1924) como Marilyn Foster
- Her Marriage Vow (1924) como Estelle Winslow
- Butterfly (1924) como Violet Van De Wort
- The Chorus Lady (1924) como Patricia O'Brien
- Capital Punishment (1925) como Mona Caldwell
- Up the Ladder (1925) como Helen Newhall
- I'll Show You the Town (1925) como Lucille Pemberton
- Greater Than a Crown (1925) como Molly Montrose
- The Wheel (1925) como Elsie Dixon
- Havoc (1925) como Violet Deering
- After Marriage (1925) como Alma Lathrop
- The Best People (1925) como Millie Montgomery
- When the Door Opened (1925) como Mrs. Grenfal
- Wages for Wives (1925) como Carol Bixby
- The Yankee Señor (1926) como Flora
- Hell's 400 (1926) como Evelyn Vance
- A Trip to Chinatown (1926) como Alicia Cuyer
- The Blue Eagle (1926) como Mrs. Mary Rohan
- Womanpower (1926) como Dot
- Breed of the Sea (1926) como Marietta Rawdon
- Sunrise: A Song of Two Humans (1926) como A mulher da cidade
- Slaves of Beauty (1927) como Goldie
- Secret Studio (1927) como Nina Clark
- Lightning (1927) como Dot Deal/Pequena Eva
- Married Alive (1927) como Amy Duxbury
- The Girl from Gay Paree (1927) como Gertie
- American Beauty (1927) como Mrs. Gillespie
- Streets of Shanghai (1927) como Sadie
- A Woman's Way (1928)
- Mad Hour (1928) como “arrumadeira”
- The Scarlet Dove (1928) como Olga
- Wheel of Chance (1928) como Josie Drew
- The Way of the Strong (1928) como Marie
- Say It with Sables (1928) como Irene Gordon
- Through the Breakers (1928) como Diane Garrett
- Beware of Bachelors (1928) como Miss Pfeffer, the vamp
- His Private Life (1928) como Yvette Bérgere
- The Apache (1928) como Sonya
- The Last Warning (1929) como Evalinda
- The Bellamy Trial (1929) como Mimi Bellamy
- The Canary Murder Case (1929) (só a voz, dublando Louise Brooks) como Margaret Odell
- The Office Scandal (1929) como Lillian Tracy
- The Charlatan (1929) como Florence
- Innocents of Paris (1929) como Madame Renard
- Tonight at Twelve (1929) como Nan Stoddard
- Acquitted (1929) como Marian
- Two O'Clock in the Morning (1929)
- Seven Keys to Baldpate (1929) como Myra Thornhill
- Murder on the Roof (1930) como Marcia
- For the Love o' Lil (1930) como Eleanor Cartwright
- What a Widow! (1930) como Valli
- Big Money (1930) como Mae
- The Lady Refuses (1931) como Berthine Waller
- Kiki (1931) como Paulette Vaile
- God's Gift to Women (1931) como Tania Donaliff
- Smart Money (1931) como Garota da Promotoria
- Broadminded (1931) como Mabel Robinson
- Call Her Savage (1932) como Molly
- Social Register (1934) como Gloria